# 23852 Laurierumker
23852 Laurierumker è un asteroide della fascia principale. Scoperto nel 1998, presenta un'orbita caratterizzata da un semiasse maggiore pari a 2,8802764 UA e da un'eccentricità di 0,0517854, inclinata di 1,71770° rispetto all'eclittica.